# Équipe du Burkina Faso de football à la Coupe d'Afrique des nations 1998
Cet article relate le parcours de l'équipe du Burkina Faso lors de la Coupe d'Afrique des nations 1998 organisée au Burkina Faso du 7 février 1998 au 28 février 1998.

## Effectif[1]
| Numéro / Nom       | Numéro / Nom             | club de l'époque              | Sél. totales    | Date de naissance | J.              |                 |                 |                 |                 |
| Gardiens de but    | Gardiens de but          | Gardiens de but               | Gardiens de but | Gardiens de but   | Gardiens de but | Gardiens de but | Gardiens de but | Gardiens de but | Gardiens de but |
| ------------------ | ------------------------ | ----------------------------- | --------------- | ----------------- | --------------- | --------------- | --------------- | --------------- | --------------- |
| 1                  | Ibrahima Diarra (c)      | Fath Union Sport de Rabat     | 23 (0)          | 16 février 1971   | 6               | 0               | 0               | 0               | 0               |
| 21                 | Ibrahima Traoré          | Étoile Filante Ouagadougou    | 0 (0)           |                   | 0               | 0               | 0               | 0               | 0               |
| 22                 | Abdoulaye Soulama        | ASF Bobo-Dioulasso            | 0 (0)           |                   | 0               | 0               | 0               | 0               | 0               |
| Défenseurs         |                          |                               |                 |                   |                 |                 |                 |                 |                 |
| 16                 | Jean-Michel Liadé Gnonka | ASFA Yennenga                 | 8 (0)           | 20 juillet 1980   | 5               | 0               | 1               | 0               | 0               |
| 17                 | Souleymane Doumbia       | USC Bassam                    | 2 (0)           | non-connue        | 2               | 0               | 1               | 0               | 0               |
| 18                 | Ibrahima Tallé           | Séwé Sports de San Pedro      | 13 (1)          | 31 mars 1968      | 6               | 1               | 1               | 0               | 0               |
| 6                  | Brahima Korbeogo         | USFA Ouagadougou              | 28 (1)          | 23 janvier 1975   | 2               | 0               | 0               | 0               | 0               |
| 5                  | Ousmane Coulibaly        | Racing Club de Bobo           | 20 (0)          | 23 février 1969   | 2               | 0               | 0               | 0               | 0               |
| 3                  | Firmin Sanou             | Etoile Filante Ouagadougou    | 20 (1)          | 21 avril 1973     | 6               | 0               | 1               | 0               | 0               |
| 20                 | Alassane Ouédraogo       | Royal Charleroi Sporting Club | 26 (3)          | 7 septembre 1980  | 3               | 1               | 0               | 0               | 0               |
| Milieux de terrain |                          |                               |                 |                   |                 |                 |                 |                 |                 |
| 19                 | Oumar Barro              | Etoile Filante Ouagadougou    | 29 (5)          | 3 juin 1974       | 6               | 1               | 0               | 0               | 0               |
| 13                 | Romeo Kambou             | Baniyas SC                    | 19 (4)          | 13 novembre 1980  | 6               | 1               | 0               | 0               | 0               |
| 12                 | Brahima Traoré           | FC Bressuire                  | 23 (1)          | 24 février 1974   | 5               | 0               | 0               | 0               | 0               |
| 14                 | Boureima Zongo           | Racing Club de Bobo           | 19 (3)          | 16 juin 1972      | 5               | 0               | 1               | 0               | 0               |
| 11                 | Alain Nana               | Etoile Filante Ouagadougou    | 23 (2)          | non-connue        | 5               | 0               | 0               | 0               | 0               |
| 8                  | Magan Diabaté            | USFA Ouagadougou              | 20 (1)          | non-connue        | 4               | 0               | 0               | 0               | 0               |
| 4                  | Abdoulaye Traoré         | Baniyas SC                    | 13 (0)          | 22 novembre 1974  | 3               | 0               | 0               | 0               | 0               |
| 15                 | Sidi Napon               | AS Évry                       | 3 (1)           | 29 août 1972      | 1               | 1               | 0               | 0               | 0               |
| Attaquants         |                          |                               |                 |                   |                 |                 |                 |                 |                 |
| 10                 | Ousmane Sanou            | Willem II                     | 20 (4)          | 11 mars 1978      | 3               | 0               | 0               | 0               | 0               |
| 2                  | Seydou Traoré            | FC Bressuire                  | 28 (1)          | 17 mai 1970       | 6               | 1               | 1               | 0               | 0               |
| 7                  | Ismaël Koudou            | ASFA Yennenga                 | 18 (2)          | 27 septembre 1975 | 4               | 0               | 0               | 0               | 0               |
| 9                  | Kassoum Ouédraogo        | VfL Osnabrück                 | 8 (4)           | 12 avril 1966     | 4               | 2               | 1               | 0               | 0               |
| Sélectionneur      |                          |                               |                 |                   |                 |                 |                 |                 |                 |
|                    | Philippe Troussier       |                               |                 | 6 avril 1969      |                 |                 |                 |                 |                 |
| Assistant          |                          |                               |                 |                   |                 |                 |                 |                 |                 |
|                    | Mamadou Zaré             |                               |                 | 4 février 1948    |                 |                 |                 |                 |                 |
| Blessé             |                          |                               |                 |                   |                 |                 |                 |                 |                 |
| A                  |                          |                               |                 |                   |                 |                 |                 |                 |                 |

## Qualifications
La compétition étant organisée au Burkina, la sélection nationale a automatiquement été qualifiée pour la phase finale et nommée tête de série pour le tirage au sort.

### Tirage au sort
Le tirage au sort a eu lieu le 25 septembre 1997 à 18h30, dans la salle des congrès de l'UEMOA à Ouagadougou.
Le Burkina Faso, pays organisateur, est tête de série et est placé dans le groupe A tandis que l'Afrique du Sud, tenante du titre et elle aussi tête de série, est versée dans le Groupe C. Les autres têtes de série sont la Zambie et le Ghana.
Les chapeaux sont les suivants :
| Chapeau 1                                                                      | Chapeau 2              | Chapeau 3                                    | Chapeau 4                      |
| ------------------------------------------------------------------------------ | ---------------------- | -------------------------------------------- | ------------------------------ |
| Burkina Faso (Pays organisateur) Afrique du Sud (Tenant du titre) Zambie Ghana | Tunisie Cameroun Maroc | Côte d'Ivoire Égypte RD Congo Algérie Angola | Mozambique Guinée Togo Namibie |

### Groupes
| Groupe A - Burkina Faso - Cameroun - Algérie - Guinée | Groupe B - Ghana - RD Congo - Togo - Tunisie | Groupe C - Afrique du Sud - Angola - Côte d'Ivoire - Namibie | Groupe D - Égypte - Maroc - Mozambique - Zambie |

## Stades sélectionnés
- Stade du 4 août (Ouagadougou)
- Stade municipal (Ouagadougou)
- Stade omnisports (Bobo Dioulasso)

## Matchs

### Premier tour
| Rang | Équipe       | Pts | J | G | N | P | Bp | Bc | Diff |
| ---- | ------------ | --- | - | - | - | - | -- | -- | ---- |
| 1    | Cameroun     | 7   | 3 | 2 | 1 | 0 | 5  | 3  | +2   |
| 2    | Burkina Faso | 6   | 3 | 2 | 0 | 1 | 3  | 2  | +1   |
| 3    | Guinée       | 4   | 3 | 1 | 1 | 1 | 3  | 3  | 0    |
| 4    | Algérie      | 0   | 3 | 0 | 0 | 3 | 2  | 5  | -3   |

| 7 février 1998 | Burkina Faso | 0 - 1 | Cameroun   | Stade du 4 août, Ouagadougou                       |                                                    |
| 17:00 UTC+1 ?  |              |       | Tchami 20e | Spectateurs : 30 000 Arbitrage : Gamal Al-Ghandour | Spectateurs : 30 000 Arbitrage : Gamal Al-Ghandour |
| 17:00 UTC+1 ?  | Rapport      |       |            | Spectateurs : 30 000 Arbitrage : Gamal Al-Ghandour | Spectateurs : 30 000 Arbitrage : Gamal Al-Ghandour |

| 11 février 1998 | Burkina Faso                  | 2 - 1 | Algérie  | Stade municipal, Ouagadougou                              |                                                           |
| 17:00 UTC+1 ?   | K. Ouédraogo 65e · Traoré 77e |       | Saïb 82e | Spectateurs : 35 000 Arbitrage : Pierre Alain Mounguengui | Spectateurs : 35 000 Arbitrage : Pierre Alain Mounguengui |
| 17:00 UTC+1 ?   | Rapport                       |       |          | Spectateurs : 35 000 Arbitrage : Pierre Alain Mounguengui | Spectateurs : 35 000 Arbitrage : Pierre Alain Mounguengui |

| 15 février 1998 | Burkina Faso | 1 - 0 | Guinée | Stade du 4 août, Ouagadougou                |                                             |
| 17:00 UTC+1 ?   | Kambou 85e   |       |        | Spectateurs : 40 000 Arbitrage : Omer Yengo | Spectateurs : 40 000 Arbitrage : Omer Yengo |
| 17:00 UTC+1 ?   | Rapport      |       |        | Spectateurs : 40 000 Arbitrage : Omer Yengo | Spectateurs : 40 000 Arbitrage : Omer Yengo |

### Quart de finale
| 21 février 1998 | Burkina Faso | 1 - 1 a. p.     | Tunisie                                                                                      | Stade du 4 août, Ouagadougou                   |                                                |
| 17:00 UTC+1 ?   | K. Ouédraogo 45e (pen.) |                 | Gabsi 89e                                                                                    | Spectateurs : 35 000 Arbitrage : Lim Kee Chong | Spectateurs : 35 000 Arbitrage : Lim Kee Chong |
| 17:00 UTC+1 ?   | Rapport |                 |                                                                                              | Spectateurs : 35 000 Arbitrage : Lim Kee Chong | Spectateurs : 35 000 Arbitrage : Lim Kee Chong |
| 17:00 UTC+1 ?   | Seydou Traoré · Firmin Sanou · Alain Nana · Ibrahima Tallé · A.Ouédraogo · Boureima Zongo · Brahima Traoré · Magan Diabaté · Jean-Michel Gnonko-Liade · Ousmane Coulibaly | Tirs au but 8-7 | Rouissi · Badra · Bouazizi · Chihi · Jelassi · Beya · Gabsi · Ghodhbane · Hicheri · Trabelsi | Spectateurs : 35 000 Arbitrage : Lim Kee Chong | Spectateurs : 35 000 Arbitrage : Lim Kee Chong |

### Demi-finale
| 25 février 1998 | Burkina Faso | 0 - 2 | Égypte         | Stade Omnisport, Bobo Dioulasso                     |                                                     |
| 17:00 UTC+1 ?   |              |       | Hassan 40e 71e | Spectateurs : 40 000 Arbitrage : Kim Milton Nielsen | Spectateurs : 40 000 Arbitrage : Kim Milton Nielsen |
| 17:00 UTC+1 ?   | Rapport      |       |                | Spectateurs : 40 000 Arbitrage : Kim Milton Nielsen | Spectateurs : 40 000 Arbitrage : Kim Milton Nielsen |

### Match pour la troisième place
| 27 février 1998 | Burkina Faso                                        | 4 - 4 a. p.     | RD Congo                                                       | Stade municipal, Ouagadougou                       |                                                    |
| 17:00 UTC+1 ?   | A. Ouédraogo 6e · Barro 52e · Napon 56e · Tallé 86e |                 | Mungongo 76e 89e · Banza 86e · Tondelua 88e                    | Spectateurs : 25 000 Arbitrage : Gamal Al-Ghandour | Spectateurs : 25 000 Arbitrage : Gamal Al-Ghandour |
| 17:00 UTC+1 ?   | Rapport                                             |                 |                                                                | Spectateurs : 25 000 Arbitrage : Gamal Al-Ghandour | Spectateurs : 25 000 Arbitrage : Gamal Al-Ghandour |
| 17:00 UTC+1 ?   | Seydou Traoré · Firmin Sanou · Magan Diabaté        | Tirs au but 1-4 | Simba-Ekanza · Emeka Mamale · Mundaba Kisombe · Dandou Selenge | Spectateurs : 25 000 Arbitrage : Gamal Al-Ghandour | Spectateurs : 25 000 Arbitrage : Gamal Al-Ghandour |